# クリミア・トロリーバス
クリミア・トロリーバス（ウクライナ語: Кримський тролейбус、ロシア語: Крымский троллейбус、クリミア・タタール語: Къырым троллейбусы）は、クリミア半島に存在するトロリーバスの路線。全長85 kmは世界のトロリーバスの中で最も長く、ロシア連邦によるクリミア半島の実効支配を経て2021年現在はクリミア共和国が所有する公営企業であるクリムトロリーバス（ГУП РК «Крымтроллейбус»）による運営が行われている。

## 概要
クリミア半島の中心都市であるシンフェロポリからクリミア山脈を経由し、黒海沿いの観光地であるアルシュタやヤルタを結ぶトロリーバスの路線。1958年に建設が始まり、僅か11ヶ月の間にクリミア山脈を通る道路の舗装や修繕、架線の設置、変電所の建設などの工事が実施され、1959年11月6日にシンフェロポリ - アルシュタ間が開通した後、1961年7月にヤルタまでの路線が全通した。これらの路線の総延長は85 kmで、後述する通り全距離を走行する52号線は世界で最も長距離を走るトロリーバス路線である。また、運営組織であるクリムトロリーバス（Кримтролейбус）はこの都市間トロリーバス及びシンフェロポリ市内のトロリーバス網の建設に合わせて設立された経緯を持つ。

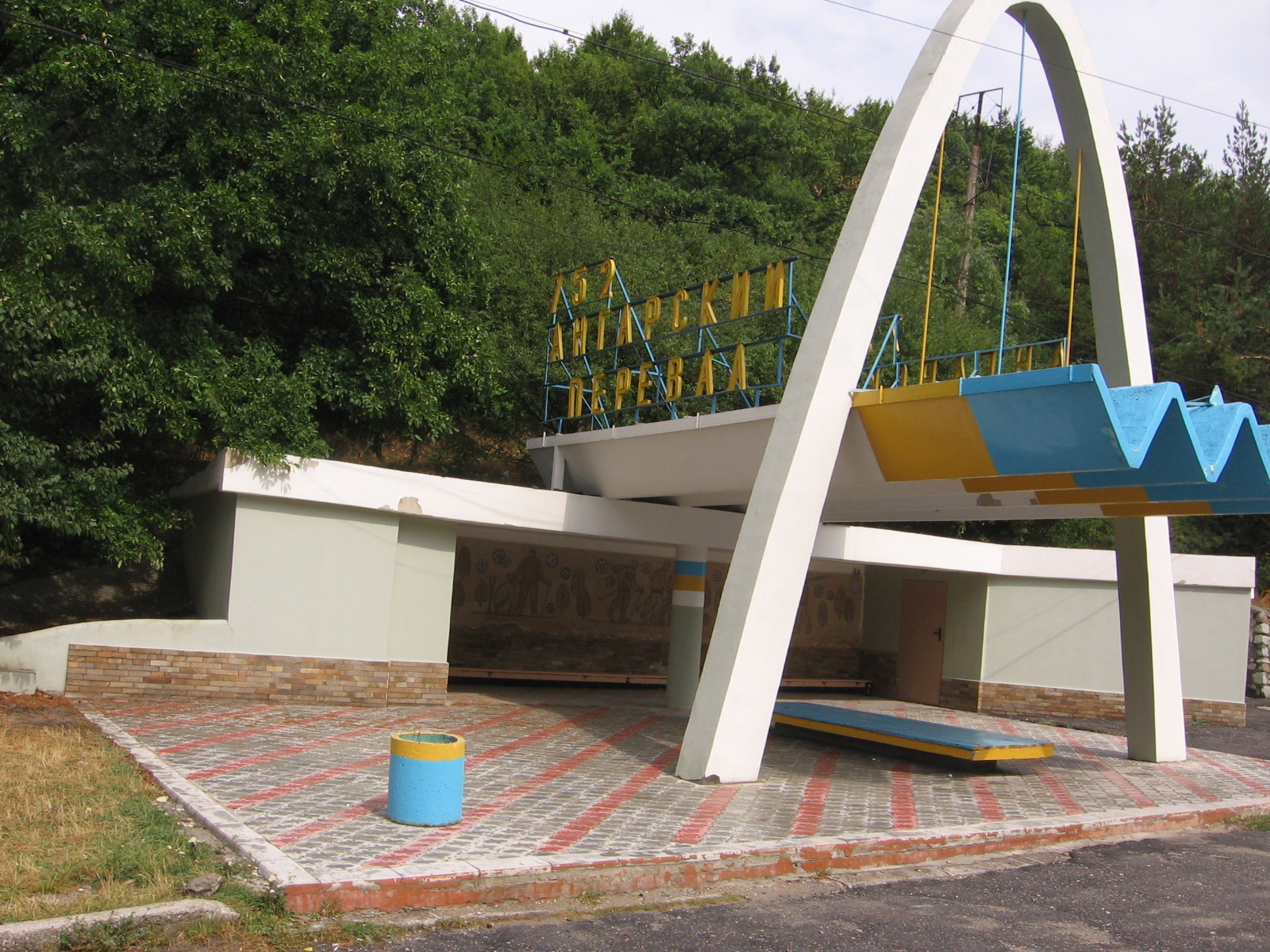
アンガルスク峠のバス停（2007年撮影）
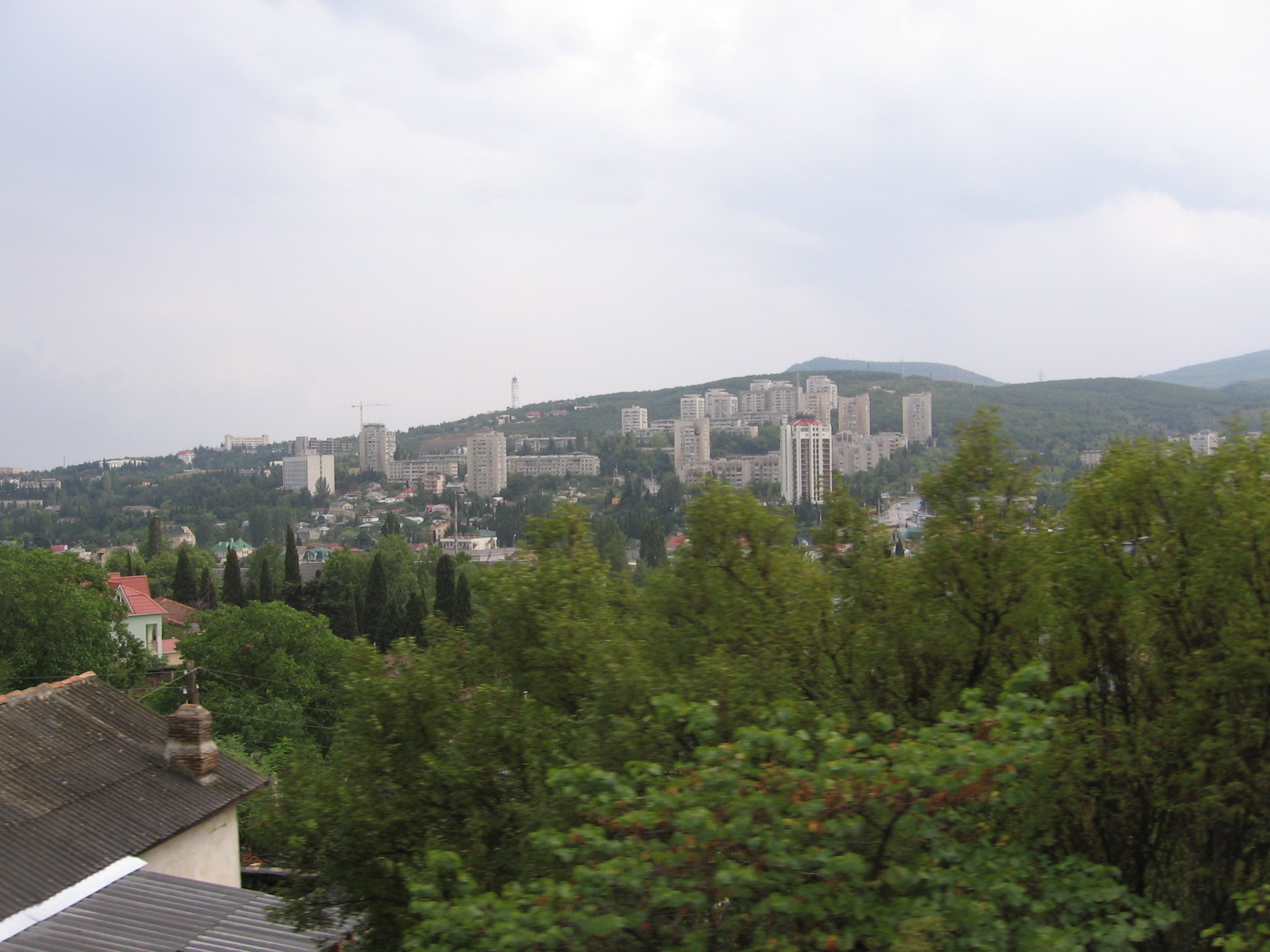
車窓から眺めるアルシュタ（英語版）の街並み（2007年撮影）

## 系統
2021年の時点で同路線を走行する系統は以下の通り。ソビエト連邦（ソ連）時代の最盛期には1日500本、最短2分間隔という高頻度運転も実施されたが、2021年現在の運行間隔は最短でも20分（52号線）となっている。また、1966年から1998年および2014年以降はシンフェローポリ国際空港からアルシュタ・ヤルタ方面への直通系統も存在し、営業キロは96 kmを記録していたが、2021年現在はシンフェロポリ駅（Железнодорожный вокзал、Ж/л вокзал）からの運行に縮小している。
| 系統番号 | 起点                          | 終点                | 走行時間  | 運賃 (全区間乗車時) | 備考                                       |
| -------- | ----------------------------- | ------------------- | --------- | ------------------- | ------------------------------------------ |
| 52       | シンフェロポリ駅 (Ж/л вокзал) | ヤルタ (Ялта)       | 2.5時間   | 183ルーブル         |                                            |
| 52A      | シンフェロポリ駅 (Ж/л вокзал) | アルシュタ (Алушта) | 1時間以上 | 112ルーブル         |                                            |
| 53       | アルシュタ (Алушта)           | ヤルタ (Ялта)       | 1時間     | 71ルーブル          | 早朝に1往復、夜間(ヤルタ始発)に1本のみ運行 |

## 車両
クリミア山脈を経由し路線に急勾配を有するクリミア・トロリーバスでは、開通時からソ連製の車両よりも性能が高いチェコスロバキア（現：チェコ）のシュコダ製のトロリーバスが使用されていた。その中でも1970年代から1980年代初頭まで導入が続いたシュコダ9Trは製造から40年以上が経過した2010年代初頭でも現役を維持し、世界で最も長期間営業運転に使用されるトロリーバス車両となっていた。しかしロシア連邦によるクリミア半島の実効支配後は経済制裁の影響で予備部品の確保に支障をきたし、他のシュコダ製トロリーバスと共にロシア連邦製の新型車両へ置き換えられた。2021年現在、1両がクリミア・トロリーバスの最高地点となるアンガルスク峠でモニュメントとして静態保存されている。

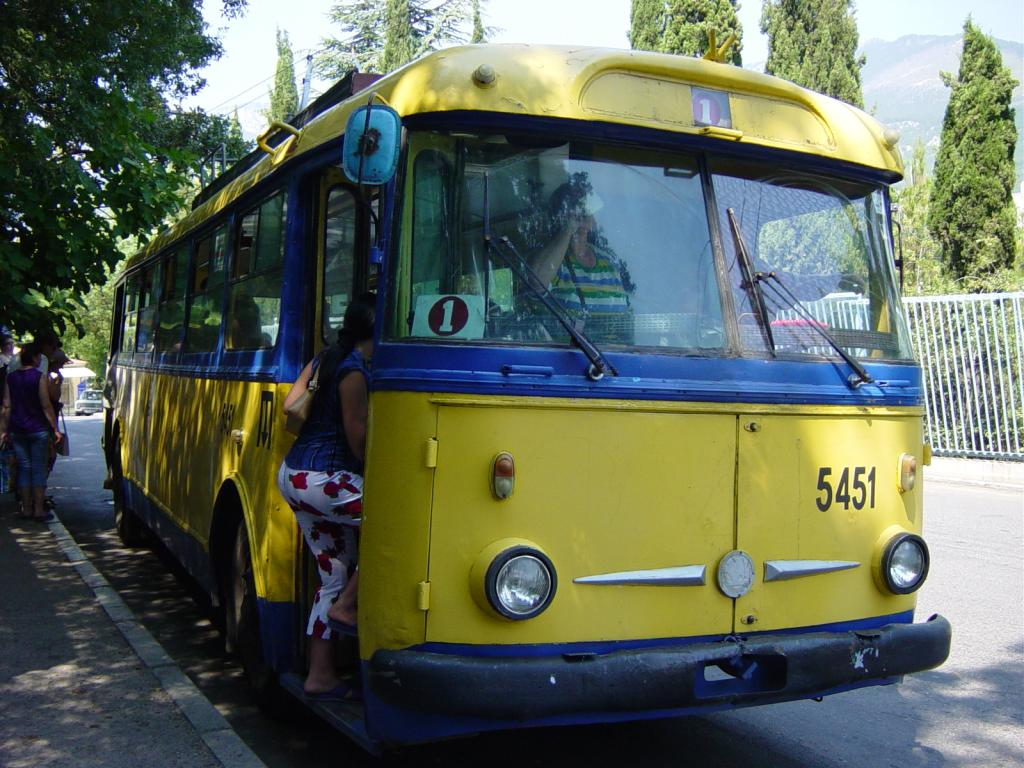
シュコダ製のトロリーバス（シュコダ9Tr）
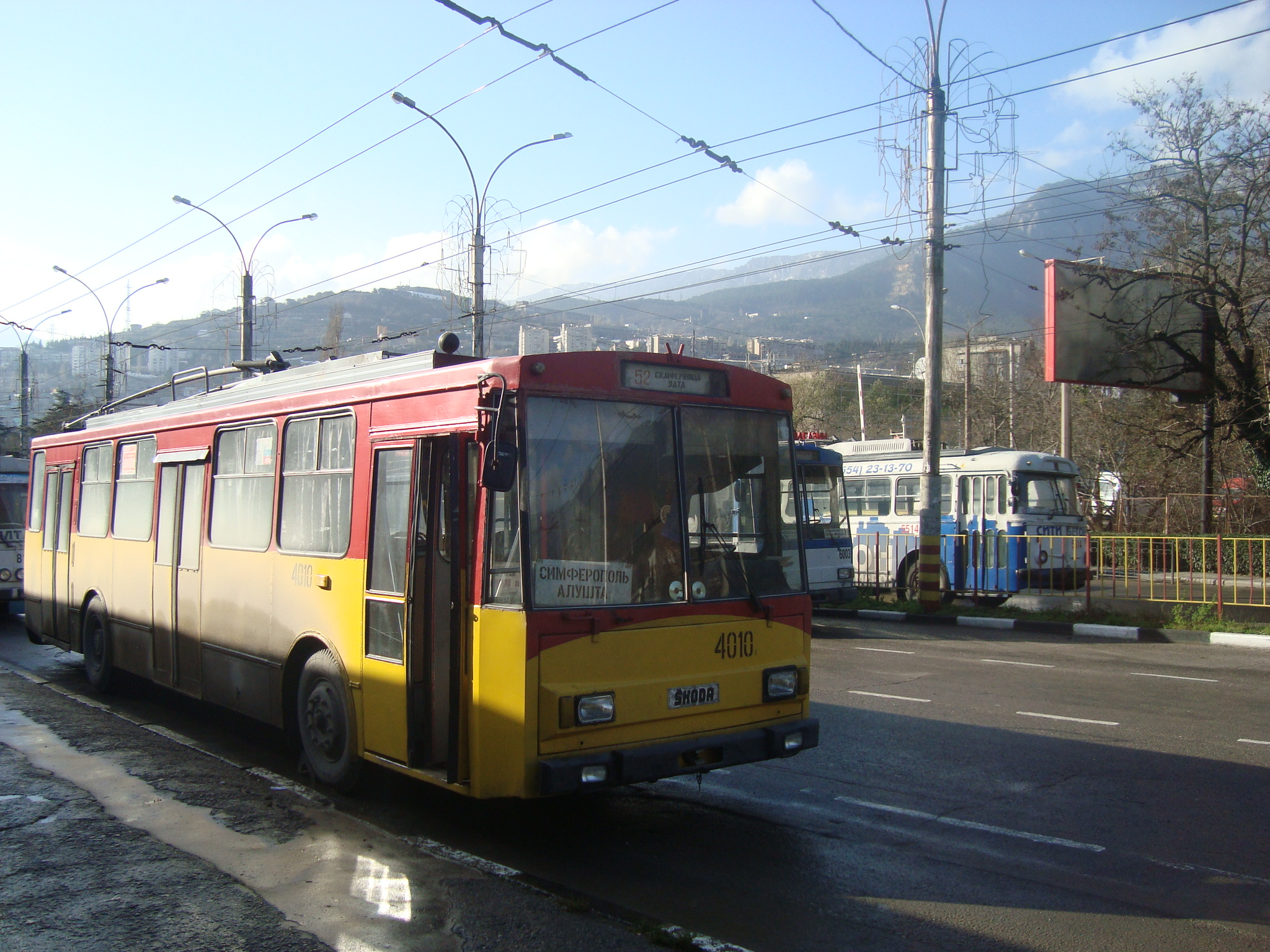
シュコダ製のトロリーバス（シュコダ14Tr、2010年撮影）
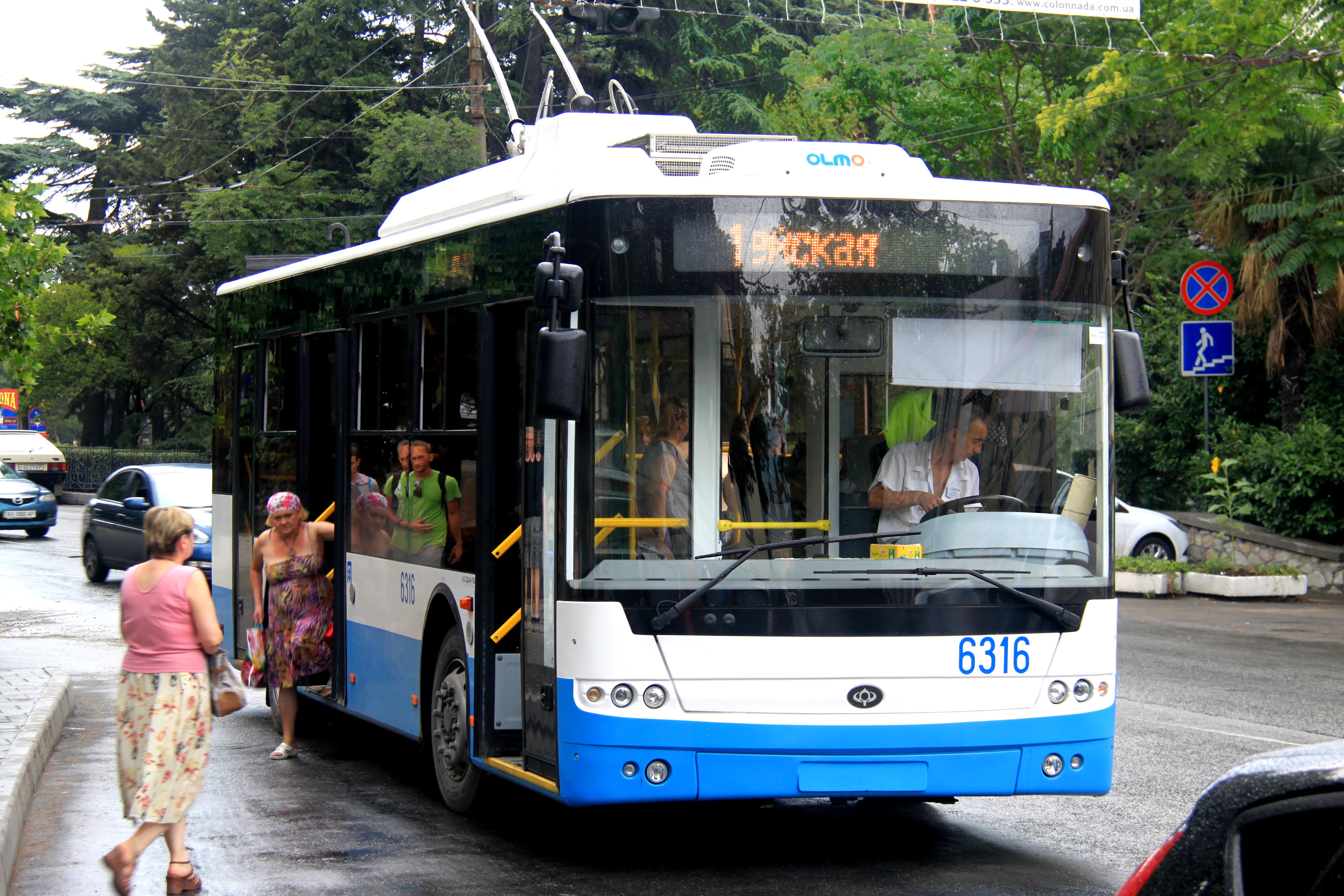
ノンステップバス（2012年撮影）
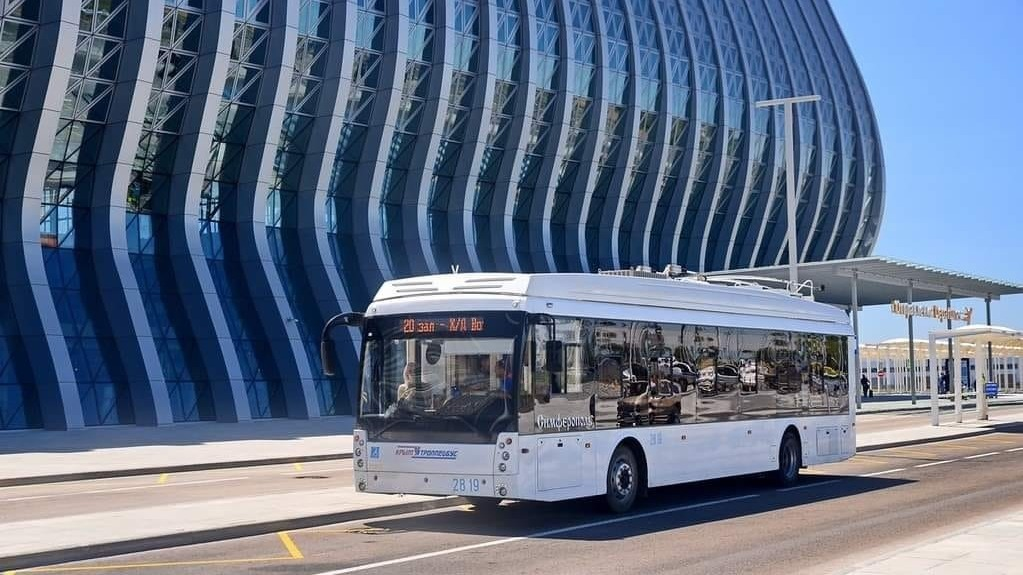
ロシア連邦の実効支配以降導入された新型バス（2020年撮影）